# Frank Tipler
Frank Jennings Tipler (Andalusia, 1º febbraio 1947) è un fisico e scrittore statunitense, autore della controversa teoria del punto Omega.
Insegna fisica matematica alla Tulane University di New Orleans.
Buona parte dei suoi studi si sono concentrati sulla fisica del viaggio nel tempo, in particolare è stato il primo a notare che le soluzioni di van Stockum per la Relatività Generale ammettevano la possibilità di CTC.

## Biografia
Tipler è nato ad Andalusia, Alabama. È figlio di Frank Jennings Tipler Jr., un avvocato, e Anne Tipler, una casalinga. Dal 1965 al 1969, Tipler ha frequentato il Massachusetts Institute of Technology, dove ha conseguito un Bachelor of Science in fisica. Nel 1976 ha conseguito un PhD presso l'Università del Maryland. Successivamente Tipler è stato assunto in una serie di posizioni di ricercatore post-dottorato in fisica presso varie università, tra le quali l'Università del Texas, dove ha lavorato sotto la direzione di John Archibald Wheeler, Abraham Taub, Rainer K. Sachs e Dennis W. Sciama. Tipler è diventato professore associato di fisica matematica nel 1981, e professore ordinario nel 1987 presso la Tulane University, incarico che ricopre tutt’oggi.

## Teoria del Punto Omega
Nella "teoria del Punto Omega", riprendendo la teoria omonima dello scienziato gesuita francese Pierre Teilhard de Chardin, Tipler prova a studiare il destino ultimo dell'universo, in maniera simile a L'ultima domanda di Isaac Asimov. Nella sua discussione, poggiante su opportune ipotesi, sorprendentemente giunge a giustificare, a partire dal concetto di "progresso eterno" e singolarità tecnologica, e servendosi di argomentazioni scientifiche (basate sulla scienza dei calcolatori, relatività generale, fisica quantistica) il principio antropico forte (da lui portato all'estremo), la futura esistenza di un Dio (cioè un uomo o alieno divenuto immortale, una sorta di Oltreuomo), la resurrezione dei morti tramite computer e mind uploading: grazie a un supercomputer, come quello del racconto di Asimov, l'universo potrebbe essere piegato ai propri voleri, in una sorta di eterno ritorno guidato, ricostruendo anche eventi, mondi e persone del passato. In questa prospettiva transumanista, teoricamente scientifica (anche se non provata al momento attuale) e irreligiosa al tempo stesso, esiste una sorta di spiritualità escatologica pseudo-razionale. Secondo Tipler, la legge delle probabilità che ha permesso all'universo di esistere in un tempo o spazio infinito, potrà permettere ciò.
Le tesi di Tipler hanno suscitato molte controversie nel mondo scientifico. In una recensione del libro di Tipler The Physics of Immortality per la rivista Nature, il fisico sudafricano George Ellis espone le obiezioni alla teoria del Punto Omega, definendola "un capolavoro di pseudoscienza [...] il prodotto di un'immaginazione fertile e creativa al di fuori delle normali restrizioni inerenti alla disciplina filosofica e scientifica"
Lo storico della scienza Michael Shermer ha dedicato un capitolo del suo libro Why People Believe Weird Things ad elencare le contraddizioni alla base della tesi di Tipler.
Altri scienziati, come il fisico dell'Università di Oxford David Deutsch, considerano le argomentazioni di Tipler coerenti. Nel suo libro The Fabric of Reality (1997), Deutsch incorpora la teoria del punto Omega di Tipler nella sua teoria del tutto.

## La fisica del cristianesimo
(Frank Tipler)
Mentre in The Physics of Immortality Tipler si definiva ateo e rifiutava esplicitamente l'esistenza di un figlio di Dio in senso biblico, successivamente Tipler si è avvicinato ad una posizione apertamente teista e molto vicina al cristianesimo, arrivando, nel suo libro del 2007 The Physics of Christianity, a sostenere che il Dio rappresentato da ebrei e cristiani, causa prima incausata dell'Universo, è un'entità la cui esistenza è prevista dalla legge fisica. Il "Dio futuro" del Punto Omega diventa una divinità che può controllare e pervadere l'universo; Tipler afferma che l'universo ha due singolarità, iniziale (raffigurata come lo Spirito Santo) e finale (il Padre) mentre un'altra è presente in tutto il multiverso (il Figlio). Critica poi l'islam e lo gnosticismo, affermando che il cristianesimo è la religione più probabile, volendo conciliare fede e ragione ma usando in questo caso la vera e propria fisica e la scienza in maniera controversa, anziché la metafisica e la logica (come fatto ad esempio da Kurt Gödel per la sua prova ontologica). Nel libro Tipler sostiene anche che i miracoli, come il concepimento verginale, la risurrezione e l'incarnazione di Cristo non sono in contrasto con le leggi della fisica e della biologia. Il libro è stato criticato sia da alcuni credenti che non credenti, con l'accusa di banalizzare la fede e i concetti correlati. Le accuse vengono in particolare da Lawrence Krauss. 
Tipler e Krauss hanno dibattuto le tesi contenute nel libro in un confronto pubblico presso la Skeptics Society il 3 giugno 2007.

## Rapporti con l'Intelligent Design
L'articolo di Frank Tipler, "Intelligent Life in Cosmology", pubblicato sull'International Journal of Astrobiology nel 2003 è inserito nell'elenco del Discovery Institute delle pubblicazioni sottoposte a revisione paritaria che sostengono l'Intelligent Design. Tipler è stato tra gli scienziati firmatari della petizione proposta dal Discovery Institute A Scientific Dissent from Darwinism, contro il neodarwinismo e a favore di disegno intelligente ed evoluzionismo teista. In un'intervista rilasciata a Ryan Cochrane sul tema dell'evoluzione Tipler ha affermato: "È famosa la frase di Einstein ‘Dio non gioca a dadi con l'universo.’ Darwin, al contrario ha sostenuto (nell'ultimo capitolo del suo libro ‘The Variation of Animals and Plants Under Domestication’) che Dio gioca a dadi con l'universo, e se non si crede che Dio giochi a dadi, si deve respingere la teoria sua dell'evoluzione. Io faccio così. Si deve scegliere tra Einstein e Darwin: io scelgo Einstein. Non esistono casi fortuiti nella realtà e l'universo è stato progettato in modo intelligente e viene ora guidato intelligentemente."